# مارهای زینتی
مارهای زینتی (نام علمی: Denisonia) نام یک سرده از تیره کفچه‌ماران است.